# Ntcham jezici
Ntcham jezici, naziv za malenu podskupinu nigersko-kongoanskih jezika, uže skupine gur, koji se govore na području afričke države Togo i susjednim dijelovima Gane. Obuhvaća svega dva jezika kojima govori oko 204.000 ljudi. Predstavnici su ntcham ili basar [bud] po kojem dobiva ime, a govori ga 100.000 ljudi u Togou (1993 SIL) i 57,000 u Gani (2004 SIL) i akaselem [aks] 47.500 (2002 SIL) u togoanskoj prefekturi Tchamba.
Jezične podskupine moba i ntcham, kao i jezici gourmanchéma [gux] (Burkina Faso), konkomba [xon] (Gana), miyobe [soy] (Benin), nateni [ntm] (Benin) i ngangam [gng] (Togo) čine širu skupinu gurma.

## Vanjske poveznice
- Ethnologue (14th)
- Ethnologue (15th)